# Geunchogo
Geunchogo a fost cel de-al treisprezecelea rege al Baekje și a domnit între anii 346 - 375. El a cucerit Confederatia Mahan. În 371, Regele Geunchogo al Baekje a devastat unul dintre cele mai mari orașe din Goguryeo, Pyongyang, și l-a ucis pe Regele Gogugwon din Goguryeo în Bătălia de la Chiyang.